# Liga Colombiana de Béisbol Profesional 1948
La temporada de la Liga Colombiana de Béisbol Profesional 1948 fue la 1° de la primera época de este campeonato disputada del 1 de junio de 1948 al 12 de octubre de 1948. Un total de 4 equipos participaron en la competición.

## Equipos participantes
Todos los juegos se realizaron en Barranquilla.
| Equipo                 | Fundación | Departamento | Ciudad       | Estadio               | Capacidad |
| Torices de Cartagena   | 1948      | Bolívar      | Cartagena    | Estadio Tomás Arrieta | 8 000     |
| Indios de Cartagena    | 1948      | Bolívar      | Cartagena    | Estadio Tomás Arrieta | 8 000     |
| Armco de Barranquilla  | 1948      | Atlántico    | Barranquilla | Estadio Tomás Arrieta | 8 000     |
| Filtta de Barranquilla | 1948      | Atlántico    | Barranquilla | Estadio Tomás Arrieta | 8 000     |

## Temporada regular
Cada equipo disputó 18 juegos en total.
| Pos | Equipo                 | JG | JP | JJ | AVG.  | Dif |
| --- | ---------------------- | -- | -- | -- | ----- | --- |
| 1.  | Indios de Cartagena    | 11 | 7  | 18 | 0.611 | --- |
| 2.  | Filtta de Barranquilla | 9  | 9  | 18 | 0.500 | 2,0 |
| 3.  | Armco de Barranquilla  | 9  | 9  | 18 | 0.500 | 2,0 |
| 4.  | Torices de Cartagena   | 6  | 12 | 18 | 0.333 | 5,0 |

| Colombia                                  |
| Campeón Indios de Cartagena Primer título |

## Los mejores
| Stat                     | Jugador             | Total |
| ------------------------ | ------------------- | ----- |
| Porcentaje de bateo (BA) | Luis Báez (FIL)     | .361  |
| Hits (H)                 | Luis Báez (FIL)     | 26    |
| Carrera impulsada (RBI)  | Pedro Miranda (TOR) | 13    |
| Carrera anotada (R)      | Luis Báez (FIL)     | 18    |
| Home run (HR)            | Luis Báez (FIL)     | 3     |
| Robo de base (SB)        | Luis Báez (FIL)     | 11    |

| Stat                 | Jugador                | Total        |
| -------------------- | ---------------------- | ------------ |
| Juegos ganados (GAN) | Cipriano Herrera (IND) | 4W-2L (.667) |
| Efectividad (ERA)    | Carlos Rodríguez (TOR) | 1.60         |
| Ponches (SO)         | Diomedes Olivo (FIL)   | 31           |